# Moka (dystrykt)
Moka – jeden z 9 dystryktów Mauritiusa, ze stolicą w mieście o tej samej nazwie.

## Sąsiednie dystrykty
- Pamplemousses – północ
- Port Louis – północny zachód
- Plaines Wilhems – zachód.
- Plaines Wilhems - południowy zachód
- Grand Port – południe
- Flacq – północny wschód.
- Flacq - wschód